# Asociación Deportiva Carmelita
L'Asociación Deportiva Carmelita és un club de futbol costa-riqueny de la ciutat de Santa Barbara. L'equip és originari del barri del Carmen, de la ciutat d'Alajuela.

## Història
L'any 1948 el club s'anomenava Carmen FC. L'any 1992 adoptà el nom d'AD Carmelita.

## Palmarès
- Lliga costa-riquenya de futbol:[3]
  - 1961 (amb el nom d'El Carmen F.C.)